# مرهون الصفار
مرهون بن حسن بن درويش الخزاعي الشهير بـالصَفّار (1895 - 7 مايو 1961) شاعر عراقي. ولد في بغداد ونشأ فيها ودرس في مدارسها حتى الثانوية، ثم انتقل إلى النجف وتعلّم فيها ومكث فيها ستة أعوام ثم غادرها حيث توظّف في المحاكم الشرعية، فتنقّل في معظم المدن العراقية. وصف بأنه كان شاعرًا مطبوعًا طويل النفس. نظم بالفصحى والعامية، وله في كل منهما ديوان.

## سيرته
ولد مرهون بن حسن بن درويش الصفار الخزاعي في بغداد سنة 1318 هـ/ 1895م ونشأ بها. دخل المدارس الرسمية وتخرج فيها، ثم انتقل إلى النجف سنة 1915 وسكن بها ست سنوات ثم انتقل إلى الكوت وتلمذ بها على عباس شكارة وباقر زايرادهام وحبيب المهاجر وبشير الشوكيني واستمر على دراسة العلوم العربية ومبادئ الفقه والمنطق في جامعة النجف العلمية، لكنه برز في الشعر الشعبي، والفصيح. نشر في صحف ومجلات في النجفية والبغدادية، وانتمى إلى جمعية الرابطة العلمية الأدبية في النجف. رجع إلى بغداد وعين في إحدى دوائر الدولة، وله مساجلات شعرية مع شعراء عصره حتى عدَّ منهم وكان«حلو الحديث طيب المعشر».

توفي في بغداد في 22 ذي القعدة 1380 / 7 مايو 1961 ونقل إلى النجف ودفن به.

## مؤلفاته
- الدرر اللماعة في سبيل الشفاعة، ديوان شعر شعبي
- ديوان شعر، مخطوط، ديوان شعر فصيح